# Alexander Scott’s Hospital

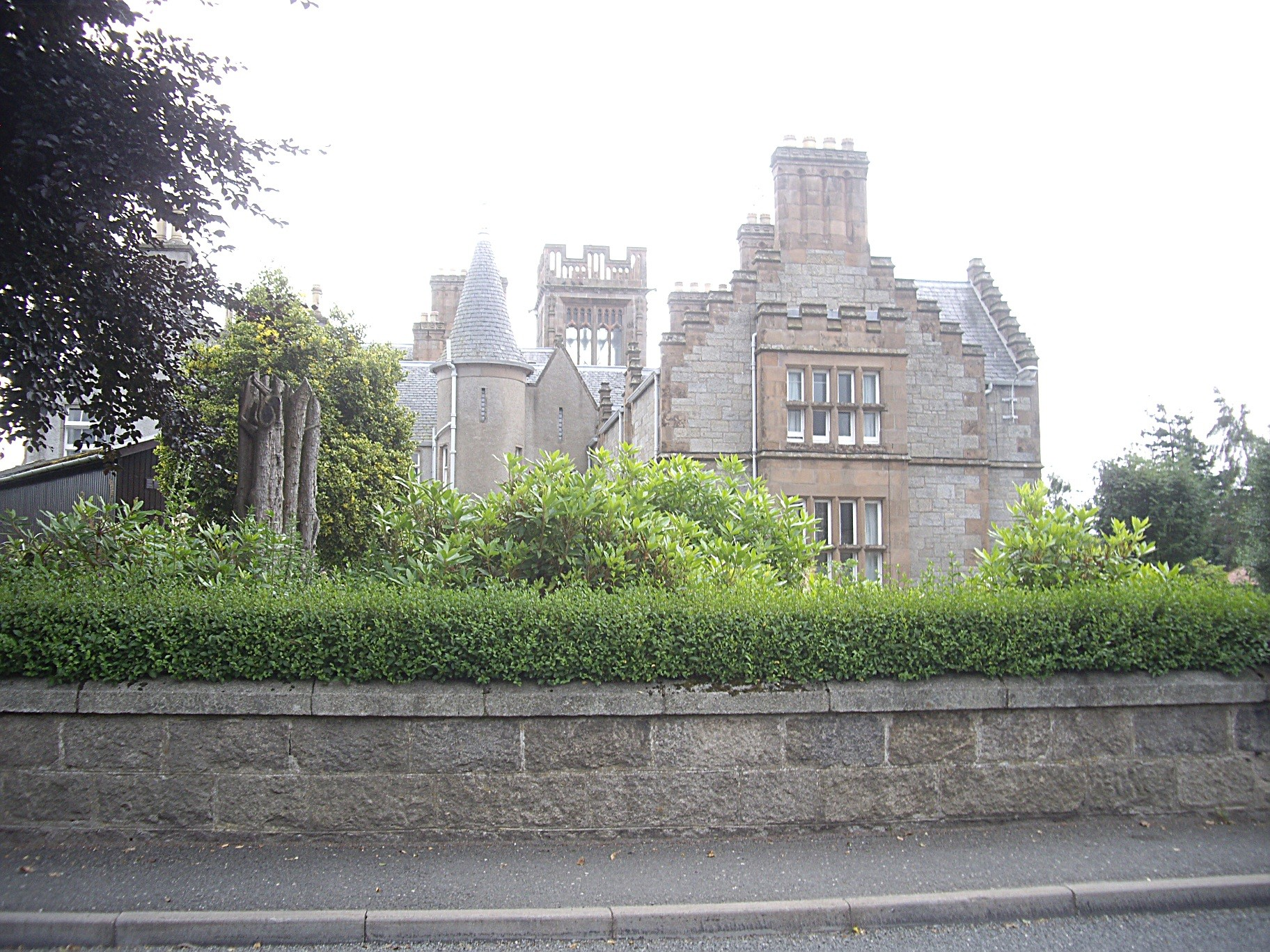
Alexander Scott’s Hospital

Das Alexander Scott’s Hospital ist ein Altenpflegeheim in der schottischen Ortschaft Huntly in der Council Area Aberdeenshire. 1971 wurde das Bauwerk in die schottischen Denkmallisten in der höchsten Denkmalkategorie A aufgenommen.

## Geschichte
Alexander Scott of Craibstone House stiftete die Einrichtung zur Pflege alter Männer und Frauen. Das Gebäude wurde im Jahre 1853 nach einem Entwurf des schottischen Architekten William Smith errichtet. Bereits 1860 sowie 1868 wurde Alexander Scott’s Hospital ebenfalls durch Smith erweitert. Sein heutiges Aussehen erhielt das Gebäude im Jahre 1901, als die verschiedenen Gebäude zu einem vereint wurden. Für diesen Entwurf zeichnet A. Marshall Mackenzie verantwortlich. Das Pflegeheim beherbergt 40 Einzelzimmer für über 65 Jahre alte Personen.

## Beschreibung
Das Alexander Scott’s Hospital liegt am Ostrand Huntlys am Bogie. Das Gebäude ist aufwändig im historisierenden Scottish-Baronial-Stil ausgestaltet. Sein Mauerwerk besteht aus behauenen Granitquadern mit abgesetzten Natursteindetails und ist teilweise mit Harl verputzt. Markant ist die Porte-cochère, die in einem dreistöckigen Turm ausläuft. Es treten zweistöckige Flügel hervor.